# 東京市電気局1200形電車
東京市電気局1200形電車（とうきょうしでんききょく1200がたでんしゃ）は、かつて東京市電気局（後の東京都交通局）で使用されていた路面電車（市電→都電）車両である。本項では1200形の車体延長改造車である東京都交通局1500形電車についても併せて記述する。

## 1200形
1936年（昭和11年）から1942年（昭和17年）にかけて1201 - 1309の109両が製造された全長10メートル級の小型高床式ボギー車。先に登場した1000形と同様、老朽化が進んだ木造ボギー車の旧1000形の台車と電装品を流用している。
外観は1000形1086 - 1130から雨樋をなくして張り上げ屋根としたものとなった。これは、当時流行していた流線型の影響が見られるものである。この張り上げ屋根のデザインは後の6000形などにも引き継がれた。
また1000形と異なり乗客用扉には二枚折戸を採用した。二次車の1221 - 1236は後部扉を三枚折戸としていたが、三次車以降は二枚折戸に戻されている。三枚折戸の二次車は全車が戦災廃車となった。
新造された109両のうち45両が戦災により焼失したが、そのうち25両が更生復旧した。この更生復旧車は旧番号ではなく、既存車の続番となる1310 - 1334に改番された。
1948年（昭和23年）の改番により残存車64両は1201 - 1264、戦災復旧車は1265 - 1289となった。
1000形・1100形の1300形化で試験的に行われた車体大型化の本格対応は本形式を種車として行われることとなり、この結果1961年（昭和36年）以降46両が下述の1500形に改造されている。また1949年（昭和24年）3月以降に順次二枚引戸に改造されている。
当初神明町、三ノ輪、錦糸堀に所属していたが、三ノ輪所属車は1949年から広尾と錦糸堀に移った。1964年（昭和39年）に14両が廃車となり、残存車は広尾に集中配置され、1967年（昭和42年）の都電第一次撤去に伴う車庫の廃止まで使用された。

## 1500形
1961年（昭和36年）以降、1200形を1300形において実用化された車体延長工法によって大型化した低床式大型ボギー車。元の1200形は高床式だったが、低床式に改造されたため、台車をブリル台車から低床式のD-22形及び空気ばね装備のD-24形に換装している。電装品は1200形と同様のものを流用している。なお、改造に際して尾灯・標識灯・雨樋の増設と方向幕の拡幅がされている。
1300形同様、改造された46両全車錦糸堀車庫に配置され、共通して運用されていた。1500形については、車体延長によって乗車定員は大幅に増加したが、その分負荷と自重が増加し、出力不足をきたした結果、勾配の急な橋を渡る際に登りきれず橋の途中で立ち往生をしてしまったというエピソードが伝えられている。1969年（昭和44年） - 1971年（昭和46年）の間に全車廃車された。